# 田中秀
田中 秀 (たなか すぐる、1998年11月22日 - )は、ジャパンラグビーリーグワン日野レッドドルフィンズに所属するラグビー選手。

## プロフィール
- 埼玉県入間市出身[1]。
- ポジションはスタンドオフ(SO)、センター(CTB)。
- 身長 177 cm、体重 85 kg

## 略歴
6歳からラグビーを始めた。
県立浦和高校、グリフィス大学、ボンド・ユニヴァーシティFCを経て、2023年9月、ルリーロ福岡に加入。同年12月、日野レッドドルフィンズに選手兼通訳として加入。